# Quellenhof (Jüterbog)
Quellenhof ist ein Wohnplatz der Stadt Jüterbog im Landkreis Teltow-Fläming in Brandenburg.

## Geografische Lage
Der Wohnplatz liegt rund 2,8 km südöstlich des Stadtzentrums unmittelbar an der Bundesstraße 102, die in südöstlicher Richtung in den Ortsteil Hohengörsdorf der Gemeinde Niederer Fläming führt. Die Wohnbebauung erstreckt sich dabei auf einige Gebäude, die östlich der Bundesstraße errichtet wurden. Nach Südosten schließt sich ein kleines Waldgebiet an. Die übrigen umgebenden Flächen werden vorzugsweise landwirtschaftlich genutzt. Das Gelände steigt von rund 87 m ü. NHN Metern entlang der Bundesstraße auf über 100 m ü. NHN Meter an.

## Geschichte
Der Wohnplatz geht auf eine Gründung des späteren NSDAP-Funktionärs Friedrich Wilhelm Hirz 1928 als landwirtschaftlicher Betrieb zurück. Der Quellenhof erschien erstmals im Jahr 1950 als Ortsteil von Jüterbog und dort erneut im Jahr 1957. Im Jahr 2023 befindet sich dort eine stationäre Einrichtung der Behindertenhilfe, die vom DRK-Kreisverband Fläming Spreewald betrieben wird. Sie betreibt dort auch eine Werkstatt für behinderte Menschen.